# Solanum chenopodinum
Solanum chenopodinum es una especie de planta fanerógama perteneciente a la familia de las solanáceas. Es originaria de Australia.

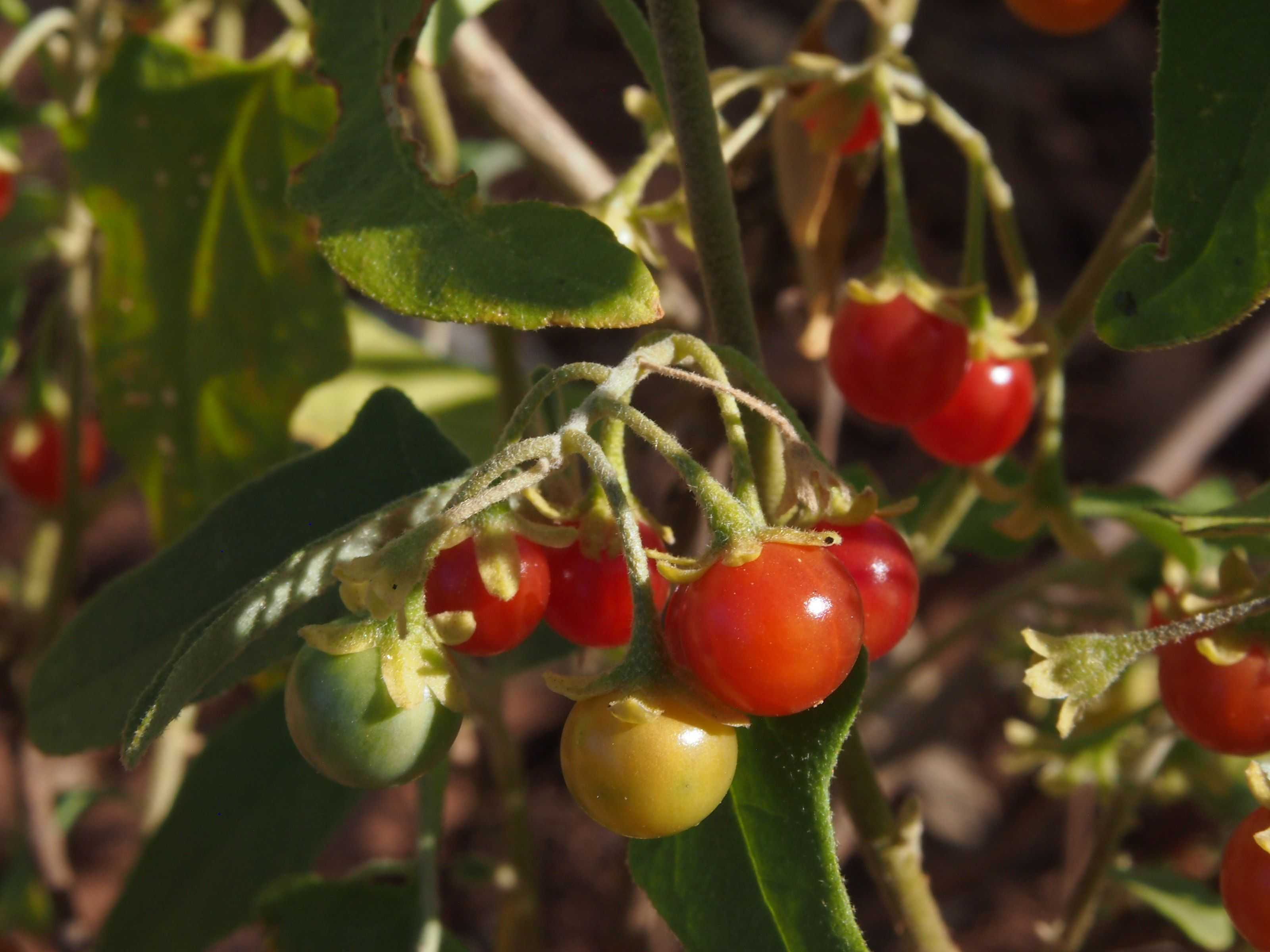
Fruto

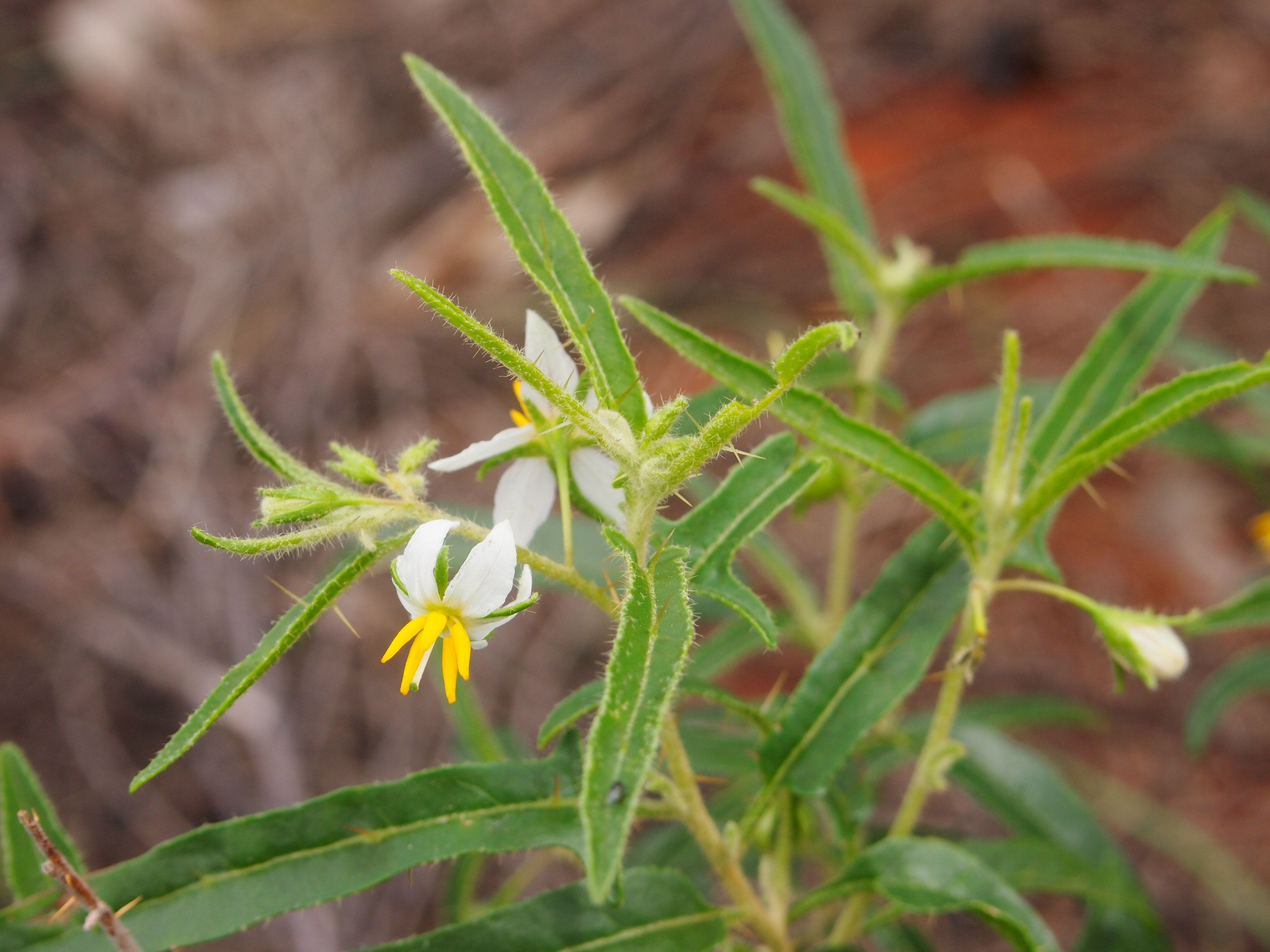
Flor

## Taxonomía
Solanum chenopodinum fue descrita por Ferdinand von Mueller y publicado en Fragmenta Phytographiæ Australiæ 2: 165. 1861.
Etimología
Solanum: nombre genérico que deriva del vocablo Latíno equivalente al Griego στρνχνος (strychnos) para designar el Solanum nigrum (la "Hierba mora") —y probablemente otras especies del género, incluida la berenjena—, ya empleado por Plinio el Viejo en su Historia naturalis (21, 177 y 27, 132) y, antes, por Aulus Cornelius Celsus en De Re Medica (II, 33). Podría ser relacionado con el Latín sol. -is, "el sol", debido a que la planta sería propia de sitios algo soleados.
chenopodinum: epíteto